# Crete Challenger
Il Crete Challenger è un torneo professionistico maschile di tennis giocato sul cemento che fa parte dell'ATP Challenger Tour. Inaugurato nel 2025 al Lyttos Beach Hotel di Chersonissos, in Grecia, il torneo fa parte della categoria Challenger 50. Nell'anno della sua inaugurazione si sono disputate ben 4 edizioni del torneo.

## Albo d'oro

### Singolare
| Anno     | Campione         | Finalista     | Punteggio |
| -------- | ---------------- | ------------- | --------- |
| 2025 IV  |                  |               |           |
| 2025 III | Rafael Jódar     | Dan Added     | 6–4, 6–2  |
| 2025 II  | Dimitar Kuzmanov | Federico Cinà | 6–4, 6–2  |
| 2025 I   | Edas Butvilas    | Stuart Parker | 6–3, 6–3  |

### Doppio
| Anno     | Campioni                                 | Finalisti                     | Punteggio   |
| -------- | ---------------------------------------- | ----------------------------- | ----------- |
| 2025 IV  |                                          |                               |             |
| 2025 III | Filippo Moroni Stuart Parker             | Dan Added Arthur Reymond      | 6–4, 6–4    |
| 2025 II  | Stefanos Sakellaridis Petros Tsitsipas   | Ilia Simakin Kelsey Stevenson | 6–2, 6–2    |
| 2025 I   | Juan Carlos Prado Ángelo Mark Whitehouse | Dennis Novak Zsombor Piros    | 7–6(7), 6–2 |